# Centro Cultural e de Estudos Superiores Aúthos Pagano
O Centro Cultural e de Estudos Superiores Aúthos Pagano (CCESAP) é uma instituição cultural brasileira, localizada no bairro Alto da Lapa, na cidade de São Paulo. É uma organização pública estadual, mantida pela Secretaria de Estado da Cultura e administrada em conjunto com uma organização da sociedade civil (Instituto Pensarte).
O CCESAP foi fundado em 11 de maio de 1982, por iniciativa da advogada Carmela Antonia Danna Pagano, viúva do acadêmico uruguaio-brasileiro Aúthos Pagano (1909–1976), com o objetivo de preservar a memória e a obra do patrono da instituição. Está sediado na antiga residência do casal, uma das primeiras casas modernistas do Brasil, projetada por Gregori Warchavchik em 1929 e protegida por lei municipal desde 1978.
A instituição conserva a biblioteca pessoal de Aúthos Pagano, composta por mais de 10 000 títulos (disponíveis para consulta no local), abordando áreas como direito, economia, estatística, matemática, astronomia e física, além do mobiliário original, objetos pessoais e obras de arte que pertenceram ao acadêmico e sua esposa. Mantém uma agenda permanente de atividades culturais e educativas, organizando cursos, palestras, debates, apresentações e uma oficina de canto coral. É equipado com um pequeno auditório, com capacidade para 60 pessoas.

## O patrono

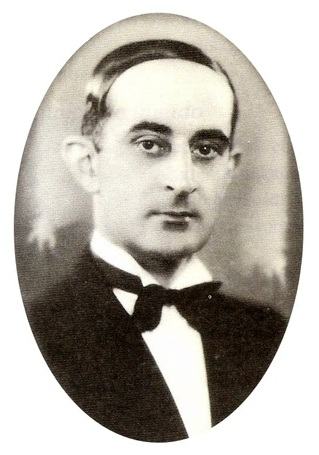
Aúthos Pagano

Aúthos Pagano nasceu em Montevidéu, Uruguai, em 21 de setembro de 1909, e mudou-se com a família para o Brasil ainda criança, após o falecimento do pai. Formou-se em economia pela Faculdade de Ciências Econômicas da Fundação Escola de Comércio Álvares Penteado (FECAP) em 1936, tornando-se posteriormente professor e diretor desta instituição. Frequentou ainda o curso de filosofia na Faculdade de Filosofia, Ciências e Letras da Universidade de São Paulo (USP). Em 1939, apresentou a primeira tese de doutorado em economia defendida no Brasil, denominada O Coeficiente Instantâneo de Mortalidade, que posteriormente lhe valeu a chancela de doutor honoris causa outorgado pela Universidade de Havana.
Aúthos foi por muitos anos professor da Faculdade de Ciências Econômicas da Universidade Presbiteriana Mackenzie. Também cursou direito nesta mesma universidade, obtendo posteriormente o título de doutor em ciências jurídicas pela Universidade de São Paulo e pela Universidade de Montevidéu. Ademais, dirigiu a Divisão de Estatística da Municipalidade de São Paulo nos anos cinquenta, dedicou-se a escrever, na condição de amador, artigos sobre astronomia publicados em diversos periódicos nacionais e estrangeiros e participou de diversas academias e associações, incluindo a The Econometric Tensor Society do Japão, da qual foi representante por muitos anos.
Aúthos publicou doze livros e mais de 2 500 artigos sobre temas variados nos campos da economia, estatística, filosofia, direito, astronomia, etc. É autor, nomeadamente, de Lições de Estatística, a mais extensa obra sobre o tema já escrita em língua portuguesa e importante referência básica no ensino de estatística no Brasil, premiada pelo Instituto dos Atuários de Londres em 1956 e bastante difundida no meio acadêmico internacional à época. Após seu falecimento em 1976, diversas homenagens foram realizadas, incluindo discursos proferidos na Assembléia Legislativa do Estado de São Paulo e no Instituto Histórico e Geográfico de São Paulo.

## A instituição
O CCESAP foi criado por iniciativa da esposa do patrono da instituição, a advogada Carmela Antonia Danna Pagano. Após a morte de Aúthos, Carmela cogitou a possibilidade de doar o acervo bibliográfico para a Universidade de São Paulo. A USP, entretanto, havia imposto a condição de dispersar o acervo, distribuindo os volumes entre suas várias bibliotecas especializadas, o que contrariava a vontade de Carmela de manter a integridade e a identidade da coleção e, assim, perpetuar a memória e a obra do marido. Optou então pela criação de um centro cultural, um local destinado a realização de estudos, pesquisas, conferências e atividades educacionais, a ser sediado na antiga residência do casal na Rua Tomé de Sousa, no Alto da Lapa, uma das primeiras construções modernistas de São Paulo, projetada por Gregori Warchavchik em 1929.

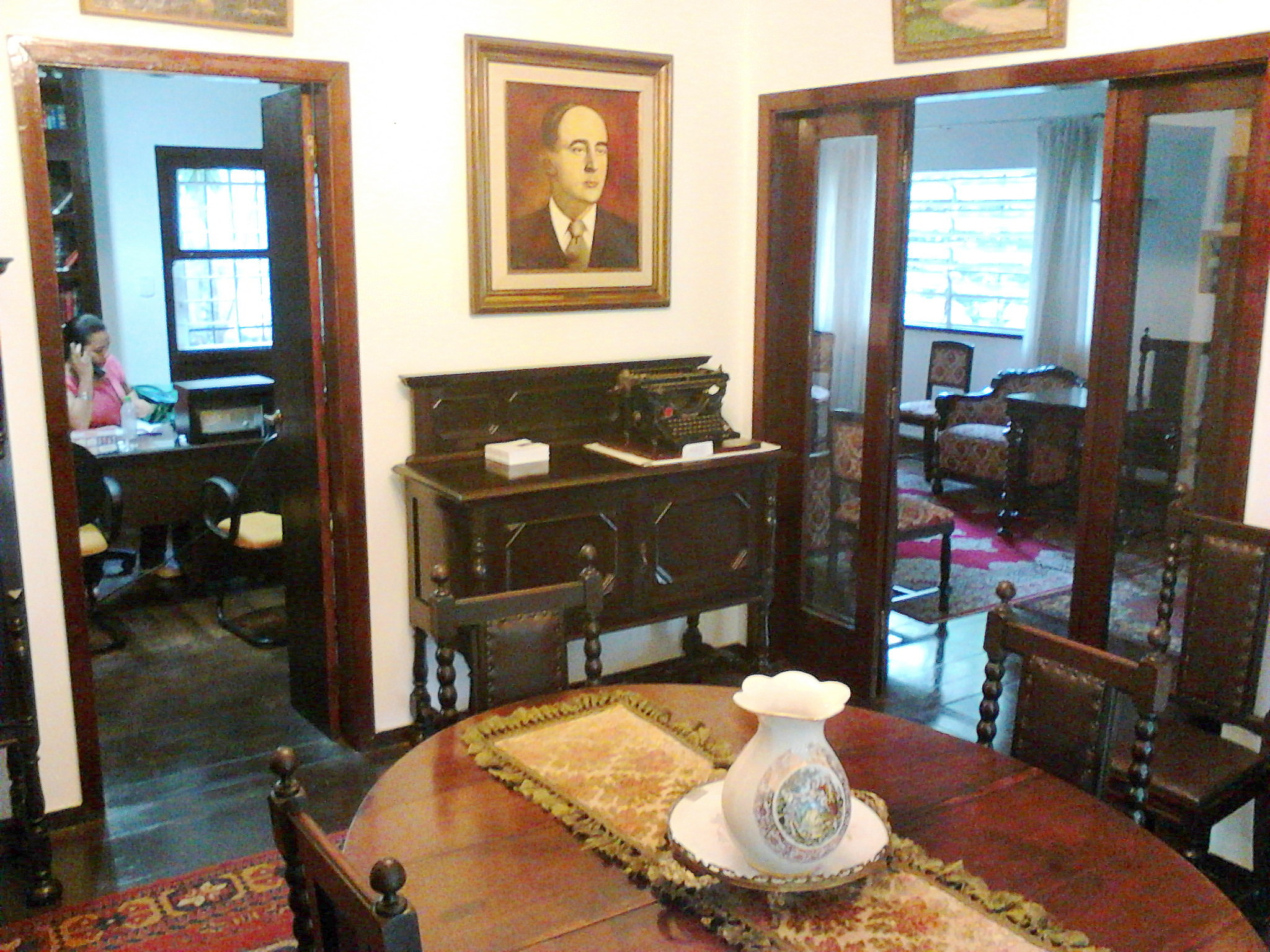
Cômodo da casa

A lei de zoneamento então vigente, entretanto, impedia qualquer tipo de ocupação na mencionada rua que não fosse residencial. Após a aprovação da Lei 8.759, em 1978, o imóvel foi incluído em uma lista de bens preservados por suas características históricas e estéticas, ficando autorizada também a sua destinação para usos diversos do de moradia. Em 11 de maio de 1982, após prolongadas tratativas, Carmela efetuou a doação ao Governo do Estado de São Paulo, então gerido por Paulo Maluf, da residência, do terreno e de todo o acervo bibliográfico, mobiliário e demais objetos pertencentes a Aúthos, para que fosse criado o centro cultural.
A nova instituição passou a ser subordinada à Divisão do Arquivo do Estado e Carmela foi convidada para colaborar em sua direção. A palestra inaugural foi proferida pela professora Elza Mazzonetto Machado. Sílvia Alice Antibas assumiu a curadoria. Em 28 de janeiro de 1985, o governador Franco Montoro, através do Decreto 23.231, definiu as atribuições do CCESAP: "destina-se a exposições e apresentações artístico-culturais, bem como a atividades ligadas à cultura, à ciência e à educação, através de pesquisas, cursos, palestras e outras atividades, devendo sobretudo preservar e manter o seu patrimônio e biblioteca, colocando esta última à disposição do público".
Os anos imediatamente posteriores à fundação do centro cultural foram dedicados à identificação, catalogação e organização do acervo bibliográfico, iconográfico e documental e à adaptação do espaço para recepcionar os visitantes. Anexo à residência, foi erguido um pequeno auditório com 60 lugares, destinado a abrigar as atividades culturais promovidas pela instituição. Também foi fundada a Associação de Amigos do Centro Cultural e de Estudos Superiores Aúthos Pagano (AACCESAP), com o objetivo de auxiliar a captação de recursos e a realização de atividades no espaço. Alberto Neves foi o presidente provisório da associação, durante a elaboração do estatuto, e Paulo Toledo Machado foi eleito primeiro presidente efetivo em 1994.

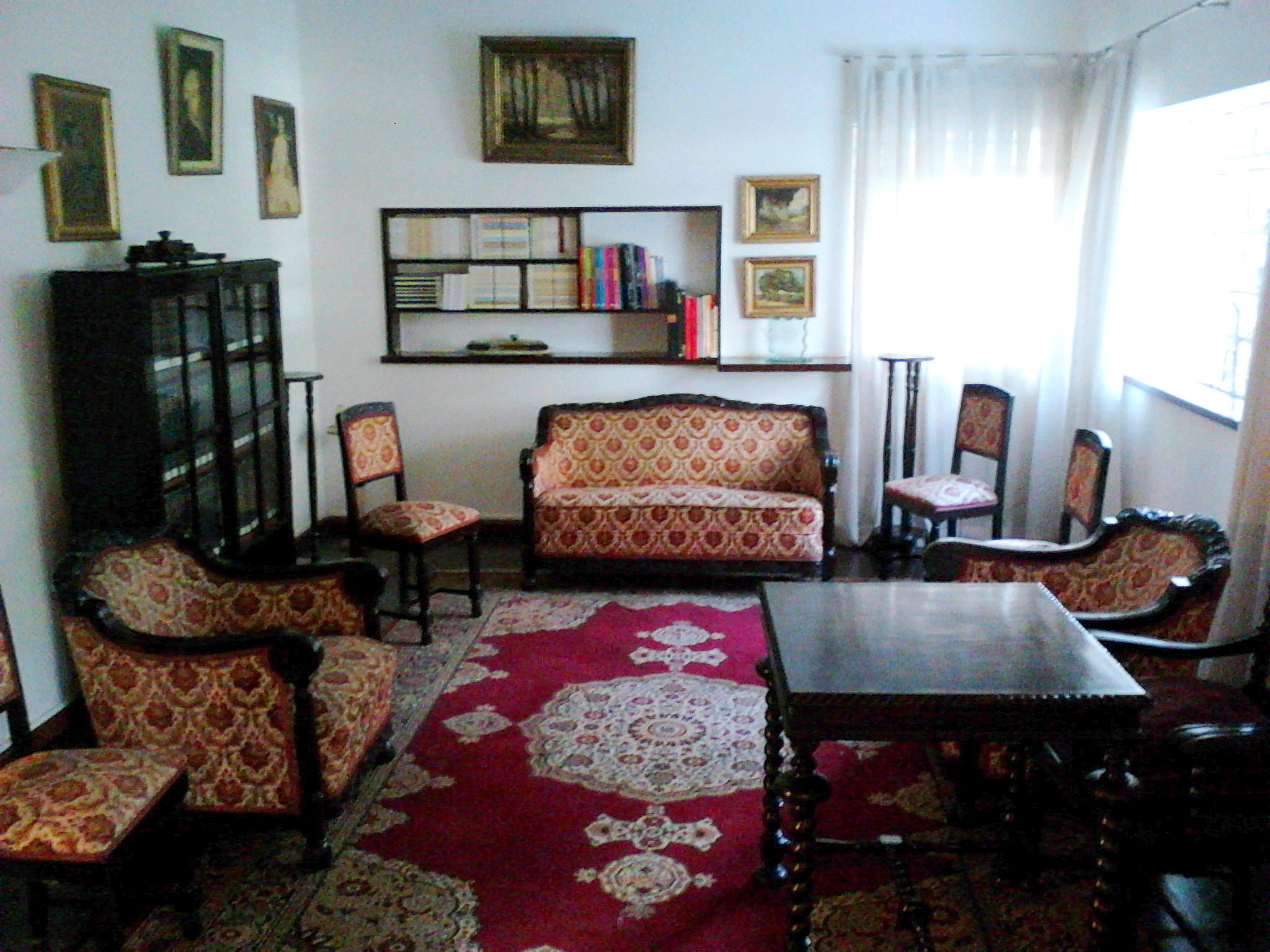
Cômodo da casa

No fim dos anos noventa, o CCESAP foi fechado para a realização de reformas. A reinauguração ocorreu em 28 de junho de 2000, com uma exposição de 81 obras antigas do acervo bibliográfico, produzidas do século XVIII em diante, incluindo seis exemplares raros, além de publicações, manuscritos e artigos de jornais de autoria de Aúthos. Nesse mesmo ano foi realizada a primeira edição do "Café Filosófico", evento que passaria a ocorrer de forma regular durante toda a década seguinte.
Em novembro de 2004, após alterações na política cultural ocorridas durante o governo Geraldo Alckmin, o estado cedeu a administração do centro cultural para a Associação Paulista dos Amigos da Arte (APAA), uma organização social financiada com verbas do erário, responsável também pela gestão de outros equipamentos culturais públicos. A nova gestão reformulou a programação cultural do centro, visando torná-lo mais ativo. Em 2006, foram criadas as oficinas do programa "Conversa com Verso", um sarau interativo sobre música e poesia. Em 2007, por ocasião do aniversário de 25 anos do CCESAP, foi fundado o Coral Aúthos Pagano. Também foram criadas aulas de teatro voltado para o público infanto-juvenil (nos períodos matutino e vespertino) e adulto (no período noturno) e inaugurada a oficina semanal de biodança.
Em 2008, João Sayad, secretário da cultura durante a gestão José Serra, encaminhou um projeto de lei visando a transferência da gestão do centro cultural para a Prefeitura do Município de São Paulo, a exemplo do que havia sido feito com a Casa Modernista da Vila Mariana. O projeto enfrentou a resistência de Carmela Pagano e da Associação de Amigos do CCESAP, sob o argumento de que a escritura da doação feita ao estado possui cláusulas que impedem a transferência e de que as características do patrimônio bibliográfico conservado no espaço não seriam compatíveis com a rede municipal de bibliotecas públicas. O projeto não foi levado adiante.
Em 2010, o Instituto Pensarte assumiu a administração do espaço, após o término do contrato entre o governo paulista e a APAA. Alcione Cedraz assumiu a direção do centro. O instituto ampliou a agenda cultural permanente, incluindo oficinas de canto e um curso interativo sobre a história da música popular brasileira. Em 2012, em comemoração ao seu aniversário de 30 anos, o CCESAP sediou apresentações da Orquestra Paulistana de Viola Caipira, um espetáculo teatral inspirado na biografia e obra literária de Patrícia Galvão, além de palestras e saraus.

## A casa

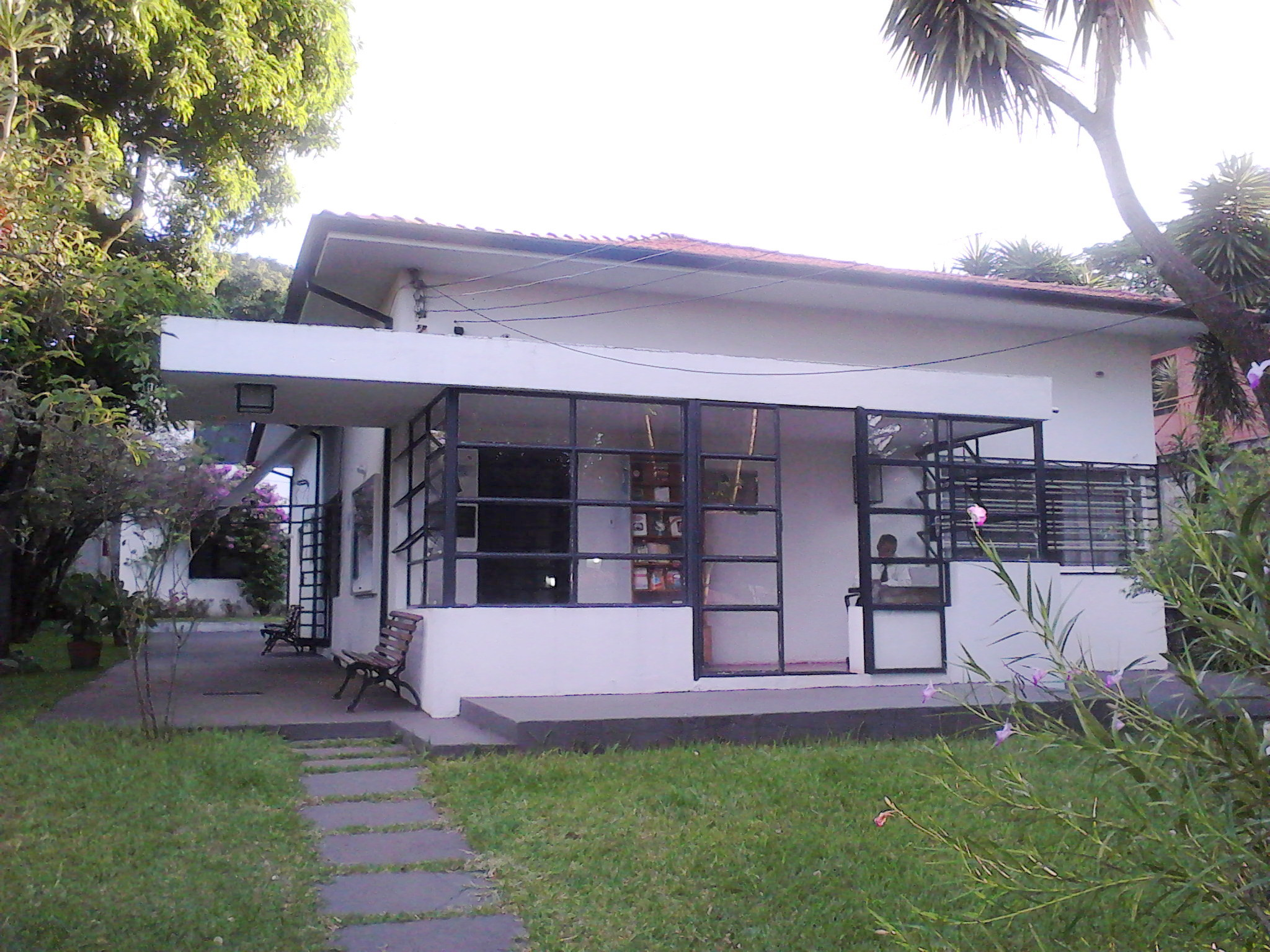
Fachada da residência

A casa na Rua Tomé de Sousa onde está sediado o CCESAP foi construída em 1929 e projetada por Gregori Warchavchik, arquiteto de origem russa que integrou a primeira geração modernista brasileira. É citada como a terceira residência modernista de São Paulo, após os imóveis na Vila Mariana e em Higienópolis, ambos igualmente de Warchavchik. É também um dos primeiros imóveis construídos na região então denominada "City Lapa", projetada pelo urbanista inglês Barry Parker e construída pela Companhia City, buscando privilegiar ruas largas, calçadas arborizadas e casas espaçosas com grandes jardins. O contratante foi o médico oftalmologista Cândido da Silva, que havia adquirido o terreno de aproximadamente 900 m2 junto à Companhia City, que por sua vez o comprara do imigrante francês Édouard Fontaine de Laveleye, em 1912.
A residência segue os padrões da arquitetura racionalista ("international style") e, como as demais casas surgidas neste contexto, enfrentou dificuldades relativas à impossibilidade de aquisição junto ao mercado local dos elementos industrializados necessários às novas linguagens arquitetônicas. É um edifício retangular e de pavimento único, com visual limpo, pintado de branco. Warchavchik originalmente havia utilizado uma laje de concreto para criar um terraço-jardim, mas este elemento foi posteriormente substituído por um telhado tradicional. Outras modificações também foram feitas, como o fechamento do terraço fronteiriço com caixilho de vidro e a adição de uma garagem originalmente não prevista. A casa, entretanto, encontra-se em bom estado de conservação e as modificações não chegam a alterar a concepção original do projeto. É circundada por um jardim, onde predominam espécies da flora local, folhagens, jabuticabeiras, limoeiros, roseiras, etc.
A casa foi adquirida por Aúthos e Carmela Pagano em 1963, ainda em nome de Cândido da Silva. O casal não cogitou a princípio pesquisar a origem ou o valor histórico e arquitetônico da residência, decidindo-se pela compra em função do imóvel ser térreo, possuir um grande jardim e estar localizado em um bairro tranquilo, de topografia plana e bem arborizado. Residiram no local por treze anos, até a morte de Aúthos em 1976. A casa, com a biblioteca e todos os seus objetos e móveis foram doados por Carmela ao Governo do Estado de São Paulo em 11 de maio de 1982, mesma data em que foi criado do Centro Cultural e de Estudos Superiores Aúthos Pagano.
O edifício é protegido desde 1978 por força de Lei Municipal nº 8.759, sancionada pelo prefeito Olavo Setúbal, em função de sua relevância arquitetônica e histórica. Passou por uma reforma no fim dos anos noventa.

## Acervo e atividades

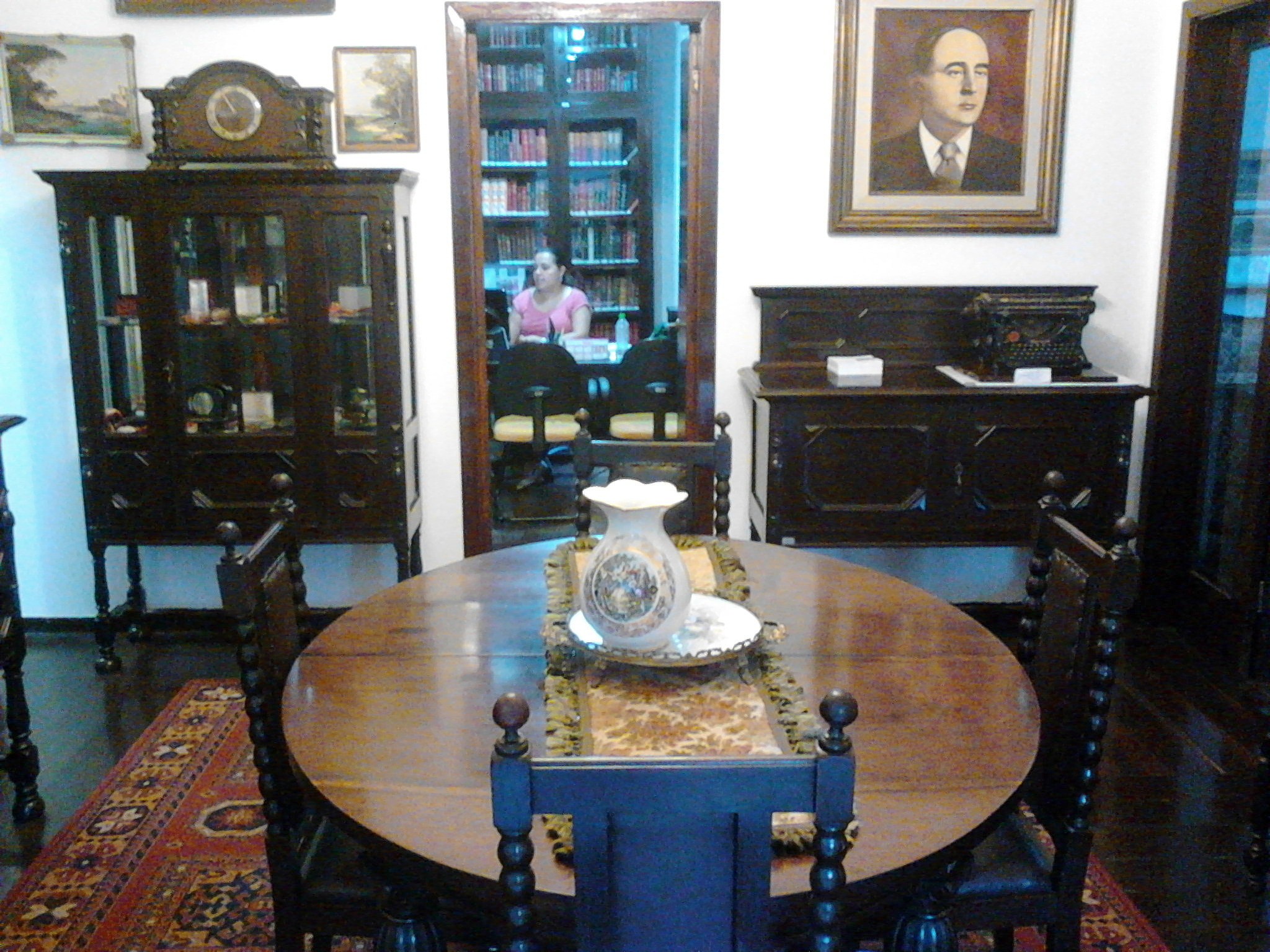
Vista da residência

A biblioteca do Centro Cultural e de Estudos Superiores Aúthos Pagano conserva mais de 10 000 títulos versando sobre temas variados como economia, matemática, estatística, direito, física, astronomia e filosofia. A coleção inclui um grande número de livros antigos, dos séculos XVIII, XIX e XX, incluindo obras raras e primeiras edições. A maioria das obras são títulos científicos e acadêmicos, com vários exemplares em línguas estrangeiras, sobretudo em inglês, francês e espanhol.
Aúthos fazia aquisições frequentes de livros no Brasil e recorria a estabelecimentos estrangeiros como a Casa Foyle de Nova Iorque e a livraria W. Heffer & Sons Ltd. de Cambridge para adquirir obras de mais difícil acesso no mercado interno, como a coleção da obra completa de Adam Smith, adquirida da Heffer & Sons, os treze exemplares em diferentes idiomas de A Riqueza das Nações, e a coleção completa da La Grande Encyclopédie. Durante suas viagens ao Uruguai, costumava adquirir títulos nas livrarias Barreiro y Ramos e M. Lamas.
O acervo inclui ainda jornais, revistas e os doze livros de autoria de Aúthos, além de milhares de artigos publicados em periódicos diversos. A coleção documental é composta por um grande número de manuscritos e correspondências trocadas com diversos acadêmicos como Nilo Berchesi, Ministro da Fazenda do Uruguai, e os professores Joseph Fayet e Octavio Morató Rodríguez, além de arquivo fotográfico, álbuns, opúsculos, etc.
A residência conserva o mobiliário original utilizado pelos Pagani, como a mesa de mogno de pés torneados, trazida de Montevidéu quando a família de Aúthos se mudou para o Brasil, a cadeira austríaca que a acompanha, além da máquina de escrever Underwood, utilizada na produção de grande parte de seus trabalhos. Há ainda obras de arte (incluindo um desenho de Aúthos em uma folha de caderno feito por seu amigo Menotti Del Picchia durante um jantar em Mogi Mirim, e um desenho da casa, feito pela pintora Edih) e a "galeria dos sábios", uma coleção de 84 gravuras retratando grandes expoentes das ciências, como Copérnico, Kepler, Kant, Laplace, Lagrange, Poincaré, Einstein e Aristóteles, entre outros.
O CCESAP mantém uma agenda permanente de eventos culturais de pequeno porte, como aulas de teatro, apresentações musicais, canto coral, oficinas, recitais de poesia, saraus, cursos como o de "História da MPB", debates filosóficos, palestras, lançamentos de livros e pequenas mostras.